# 2016年岡比亞總統選舉
2016年岡比亞總統選舉2016年12月1日舉行。已執政22年的時任總統葉海亞·賈梅意外地敗給對手阿達馬·巴羅。

## 選舉制度
岡比亞總統選舉採用多數制。
岡比亞選民的「選票」是一顆彈珠，原因是當地人的識字率偏低。選民只要將彈珠放進印有所屬候選人照片的桶內便可以。

## 候選人
獨立選舉委員會登記了三個政黨，並在提名日接受三名候選人的提名：現任岡比亞總統、代表愛國調整與建設聯盟的叶海亚·贾梅於2016年11月10日接受提名 ；各方獨立聯盟（Independent Coalition of parties）的阿達馬·巴羅於2016年11月9日接受提名 ；而冈比亚民主大会（Gambia Democratic Congress）的曼馬·坎德（Mamma Kandeh）則於2016年11月7日接受提名。

## 選舉結果
| 候選人             | 政黨               | 得票    | %     |
| ------------------ | ------------------ | ------- | ----- |
| 阿達馬·巴羅        | 各方獨立聯盟       | 227,708 | 43.3  |
| 葉海亞·賈梅        | 愛國調整與建設聯盟 | 208,487 | 39.6  |
| 曼馬·坎德          | 冈比亚民主大会     | 89,768  | 17.1  |
| 總數               | 總數               | 578,583 | 100   |
| 已登記選民／投票率 | 已登記選民／投票率 | 886,578 | 59.33 |
| 資料來源：IEC      |                    |         |       |

最初時任總統葉海亞·賈梅承認落敗，但後來改口拒絕接受選舉結果。面對周邊國家承認阿達馬·巴羅當選新一屆總統，賈梅拒絕交出總統權力，並於2017年1月17日宣佈全國進入緊急狀態。冈比亚国民议会根据新颁布的紧急状态而决定延长贾梅任期三个月。
西非国家经济共同体表示贾梅必须在2017年1月19日下台，警告贾梅如果拒絕下台，各国将出兵介入。
由此引發長達一個多月的甘比亞憲政危機，最終賈梅在國際壓力下同意卸任總統，離開甘比亞，輾轉逃亡到赤道几内亚。